# Moncoutant-sur-Sèvre
Moncoutant-sur-Sèvre é uma comuna francesa na região administrativa da Nova Aquitânia, no departamento de Deux-Sèvres. Estende-se por uma área de 92.78 km². Em 2010 a comuna tinha 5 222 habitantes (densidade: 56,3 hab./km²).
Foi criada em 1 de janeiro de 2019, a partir da fusão das antigas comunas de Moncoutant (sede da comuna), Le Breuil-Bernard, La Chapelle-Saint-Étienne, Moutiers-sous-Chantemerle, Pugny e Saint-Jouin-de-Milly.